# Mexikói vörös hiúz
A mexikói vörös hiúz (Lynx rufus escuinapae) az emlősök (Mammalia) osztályának ragadozók (Carnivora) rendjébe, ezen belül a macskafélék (Felidae) családjába tartozó vörös hiúz egyik alfaja.

## Előfordulása
A mexikói vörös hiúz fő elterjedési területei a Sonora-sivatag déli részétől kezdődnek;. főbb élőhelyei a mexikói Sinaloa és Nayarit szövetségi államokban vannak, azonban a következő államokban is léteznek állományai: Alsó-Kalifornia, Sonora, Jalisco, Durango, San Luis Potosí, Új-León, Hidalgo, Morelos, Puebla, Tlaxcala, Tamaulipas, Michoacán, Guerrero, Veracruz és Oaxaca.
A kipusztulás fenyegeti.

## Megjelenése
A vörös hiúz alfajai közül, a mexikói vörös hiúz a legkisebb méretű, körülbelül kétszer nagyobb egy átlagos házi macskánál. Színezetben éppen olyan, mint a többi vörös hiúz alfaj, kivéve a farkát, amely sötétebb. A felnőtt állat testtömege, legfeljebb 13,6 kilogramm. Bundájának színe a világos szürkétől a vöröses-barnáig változik. Az északibb alfajoktól eltérően, a mexikói vörös hiúznak több pettye és rövidebb, se sűrűbb szőrzete van. Ennek az alfajnak is megvannak a fajra jellemző, fekete sávok a mellső lábain, valamint a fekete farok vég és fülhegyek. Az állat pofáját hosszabb szőrzet veszi körül, orra mögött érzékelő bajuszszálak láthatók.

## Életmódja
Ez a ragadozó állat, sokféle élőhelyen megél, úgy az erdőkben, mint a tengerparti mocsaras részeken, sivatagokban és bokros vidékeken is. Nem vándorló kedvű, hanem területvédő. A hím vadászterülete, néhány négyzetkilométeres is lehet, néhol átfedi más hím és nőstény területeit is. A nőstények vadászterületei, csak ritkán érintkeznek egymással.
Ragadozó létére, ez a macskaféle rágcsálókkal, nyúlfélékkel, örvös pekarikkal, szarvasfélékkel, madarakkal és fehérorrú koatikkal táplálkozik. Időnként kígyókra, gyíkokra és skorpiókra is vadászik. Magányos és éjszaka tevékeny állat, az ember ritkán láthatja.
Általában 10-12 évig él.

## Szaporodása
A mexikói vörös hiúz alfajnak nincs meghatározott szaporodási időszaka, nincs a tavaszhoz kötve. A különböző nemű állatok, általában évente csak egyszer találkoznak, a szaporodási időszak alatt. Az alom 2-3 kölyökből állhat, amelyet a nőstény egyedül nevel fel.

## Veszélyeztetettsége
Az állat legfőbb veszélyeztetettségi forrásai, az élőhelyeinek az ember által való elfoglalása, az illegális csapdázás és vadászat, valamint az Amerikai Egyesült Államok és Mexikó közti határ, nagyobb mértékű militarizálása. Habár 1976 júniusában, a vörös hiúzt felvették az US Endangered Species Act listájára, 2003-ban, a mexikói vörös hiúz nevű alfajt, levételre javasolták. Néhány évvel később, hivatalosan is kérelmezték a listáról való leszedését, azonban az alfaj manapság is a listán szerepel.

## Fordítás
- Ez a szócikk részben vagy egészben  a   Mexican Bobcat című angol Wikipédia-szócikk ezen változatának fordításán alapul.  Az eredeti cikk szerkesztőit annak laptörténete sorolja fel. Ez a jelzés csupán a megfogalmazás eredetét és a szerzői jogokat jelzi, nem szolgál a cikkben szereplő információk forrásmegjelöléseként.